# Plzeňský Prazdroj
Plzeňský Prazdroj (англ. Pilsner Urquell Brewery, укр. Пльзенське першоджерело) — чеське пивоварне підприємство, розташоване у місті Пльзень. Належить японському холдингу «Asahi Breweries».

## Історія
- 1839 — рішення про будівництво пивоварні в Пльзені під назвою «Měšťanský pivovar» («Міська пивоварня»);
- 15 вересня 1839 — осінь 1840 — будівництво пивоварні;
- 5 жовтня 1842 — зварено першого пиво баварського сорту на пивоварні «Měšťanský pivovar»;
- 1 березня 1859 — зареєстрована торгова марка «Pilsner Bier»;
- 1869 — засновано нову пивоварну компанію «První akciový pivovar» («Перша акціонерна пивоварня»), пізніше відома, як «Gambrinus»;
- 1898 — створено нову торгову марку «Prazdroj — Urquell»;
- 1910 — засновано нову пивоварна компанія «Světovar»;
- 1913 — зварено більш 1 млн гектолітрів пльзенського пива;
- 1925—1933 — консолідація компаній пивоварної галузі Пльзеня, до 1933 залишається тільки 2 пивоварні: «Měšťanský pivovar» і «Plzeňské akciové pivovary» , більшу частину акцій якого контролював «Měšťanský pivovar»;
- 1 червня 1945 — обидві компанії переходять під державне управління;
- 13 вересня 1946 — компанії повністю націоналізовані та об'єднані в державное підприємство «Plzeňské pivovary»;
- 1 червня 1964 — здійснено реорганізацію, в результаті якої підприємства об'єднані у «Západočeské pivovary» зі штаб-квартирою в Пльзені, і підприємство-експортера «Plzeňský Prazdroj»;
- 1 травня 1992 — після приватизації та реорганізації підприємств «Západočeské pivovary» і «Plzeňský Prazdroj» створено акціонерне товариство «Plzeňské pivovary as»;
- 1 вересня 1994 компанія перейменована на «Plzeňský Prazdroj as»;
- 1999 — 30 вересня 2002 — поглинання чеських пивоварних компаній: «Pivovar Radegast» і «Pivovar Velké Popovice»;
- 1999 — поглинення компанії «Plzeňský Prazdroj» південно-африканською компанією «South African Breweries».[1]
- 2017 — компанія «SABMiller» продала чеського виробника пива японській корпорації «Asahi Breweries».

## Відомі марки пива
- Pilsner Urquell
- Gambrinus
- Radegast
- Radegast Birell
- Velkopopovický Kozel
- Master
- Klasik
- Primus
- Frisco.